# (25872) 2000 MV1
2000 أم في 1 (ويعرف أيضًا باسم (25872) 2000 أم في 1 وفق تسمية الكوكب الصغير) (بالإنجليزية: 2000 MV1)‏ هو كويكب ضمن حزام الكويكبات؛ وترتيبه 25872 من حيث الاكتشاف.
اكتُشف هذا الجُرم الفلكي بواسطة بحث لنكولن عن الكويكبات القريبة من الأرض في 25 يونيو 2000.

## وصلات خارجية
- (25872) 2000 MV1 في قاعدة بيانات مختبر الدفع النفاث لأجرام النظام الشمسي الصغيرة

- الاكتشاف · مخطط المدار ·  العناصر المدارية · المعلمات المادية

- (25872) 2000 MV1 على موقع ويكي سكاي: DSS2, SDSS, GALEX, IRAS, Hydrogen α, X-Ray, Astrophoto, Sky Map, Articles and images